# Dionizij iz Halikarnasa
Dionizij iz Halikarnasa starogrški zgodovinar in učitelj retorike, * okoli 60 pr. n. št., Halikarnas (danes Bodrum, Turčija), † verjetno 7 pr. n. št., Rim.

## Življenje
Podatki, ki so na razpolago o Dionizijevem življenju, so vsi povzeti iz njegovih spisov. 
Ni znano, kdaj je bil rojen in kdaj je umrl. Po zaključku vojne med Oktavijanom in Antonijem, to je leta 30 pr. n. št., je Dionizij prišel v Rim, kjer je ostal vsaj 22 let. V tem času je spisal Zgodovino starega Rima, ki jo je priobčil leta 7 pr. n. št. Po tem datumu ni več podatkov o njegovem delovanju, zato se sklepa, da je kmalu umrl. Prav namigi na njegovo slabo zdravje dajo sklepati, da ni učakal visoke starosti, zato se postavlja datum rojstva približno v leto 60 pr. n. št.

## Delo
Dionizij je bil aktiven bodisi kot zgodovinar, bodisi kot učitelj retorike in literarni kritik. Ohranjeni retorični spisi so:
- Prvo pismo Ameju (Πρὸς 'Αμμαῖον ἐπιστολή, Epistula ad Ammaeum I)
- O antičnih govornikih (Περὶ τῶν ἀρλαίων ῥητόρων, De antiquis oratoribus)
- O razvrstitvi besed (Περὶ συνϑέσεως ὀνομάτων, De compositione verborum)
- O Demostenovi govorniški spretnosti (Περὶ τῆς Δημοσϑένους λέξεως, De admirabili Demosthenis dicendi vi)
- O posnemanju (Περὶ μιμήσεως, De imitatione)
- Pismo Pompeju Geminu (Πρὸς Πομπήϊον Γέμινον ἐπιστολή, Epistula ad Pompeium)
- O Dinarhu (Περὶ Δινάρχου, De Dinarcho)
- O Tukididu (Περὶ Θουκυδίδου, De Thucydide)
- Drugo pismo Ameju (Πρὸς 'Αμμαῖον ἐπιστολή, Epistula ad Ammaeum II)

Od izgubljenih spisov, ki so omenjeni v poznanih odlomkih, je vredno omeniti sledeče:
- O izbiri besed (Περὶ τῆς ἐκλογης ὀνομάτων)
- O politični filozofiji (Περὶ τῆς πολιτικῆς ϕιλοσοϕίας)
- O figurah (Περὶ σχημάτων)

## Vir
- http://www.treccani.it/enciclopedia/dionisio-o-dionigi-di-alicarnasso_(Enciclopedia-Italiana)/

1. 1 2 3  Brozović D., Ladan T. Hrvatska enciklopedija — LZMK, 1999. — 9272 p.
2. ↑  Smith W. Dictionary of Greek and Roman Biography and Mythology — 1849. — 1219 p.